# Simon Birgander
Simon Frederick Stefan Birgander (Kvistofta, 23 ottobre 1997) è un cestista svedese.